# Lady Jane Grey
 Der er for få eller ingen kildehenvisninger i denne artikel, hvilket er et problem. Du kan hjælpe ved at angive troværdige kilder til de påstande, som fremføres i artiklen.

Lady Jane Grey (oktober 1537 i Bradgate Park – 12. februar 1554) var de facto regent over England og Irland i lidt over en uge i 1553. Hendes krav på tronen er dog omdiskuteret.[kilde mangler] Hun blev henrettet for højforrræderi.

## Fødsel og familie
Lady Jane Grey blev født oktober 1537 i Bradgate Park. Hendes forældre var Henry Grey (markisen af Dorset) og Frances Brandon (datter af Henry VIII’s søster Mary). Jane havde to yngre søskende, Katherine født i 1540 og Mary født i 1545.
Den præcise dato for Janes fødsel er ukendt, men ved hjælp af spor om omgivelserne omkring hende, tror mange, at hun blev født før prins Edward, hendes fætter. Det siges, at fødslen af Edward overskyggede Janes egen ankomst til verden. 
Jane fik en omfattende uddannelse og studerede latin, græsk, hebraisk, italiensk og engelsk. I 1549, da hun var 12 år gammel, blev John Aylmer hendes vejleder. Jane syntes han var rar og en fuldstændig modsætning til sine forældre. Baseret på nogle breve har akademikere fundet ud af, at han blev forelsket i hende.

## Vanskelig barndom
Jane havde en vanskelig barndom. Frances Brandon var en grov, grusom og herskesyg kvinde, som følte, at Jane var for svag og blid til denne verden. Så derfor holdt Frances hende under en streng disciplin. Datterens mildhed og ro irriterede Frances, der forsøgte at gøre barnet mere ”hårdt” med regelmæssige prygl. Blottet for sin mors kærlighed og forståelse brugte Jane bøger som trøst, og hurtigt mestrede hun færdigheder inden for kunst og sprog, men hun følte, at hun intet kunne gøre for at imponere og føle sig velkommen hos sine forældre. 
Til en besøgende, den Cambridge-lærde Roger Ascham, vejleder for Lady Elizabeth, sagde hun: 
| Citat | Når jeg er i tilstedeværelse af enten min fader eller min moder, om jeg taler, holder tavshed, sidder, står eller går, spiser, drikker, er glad eller trist, om jeg så kan sy, om jeg så spiller, danser, eller gør noget andet, må jeg gøre det så perfekt som Gud har gjort verden; ellers er jeg så hårdt truet, at jeg synes jeg selv er i helvede. | Citat |
|       | |       |

I 1546, da Jane bare var 10 år gammel, blev hun sendt bort for at leve hos den 35-årige Katherine Parr, som var gift med kong Henry VIII i 1543. Dronning Katherine var en varm og kærlig kvinde, der tog den unge Jane under sine vinger. Jane, der aldrig havde oplevet udvist kærlighed fra sin egen mor, solede sig i de varme følelser hun modtog fra sin tante Katherine og blomstrede op som en fin ung kvinde. Hun lærte også sine kongelige fætre og kusiner, Edward, Mary og Elizabeth at kende.
Efter at kong Henry VIII døde blev Catherine Parr gift med Thomas Seymour, Baron Seymour af Sudeley. Desværre døde Catherine kort efter fødslen af sit eneste barn, Mary Seymour, og derved bliver den unge Jane endnu en gang forladt. Thomas Seymour foreslog, at Jane skulle giftes bort til den for nylig kronede kong Edward VI af England. Men Thomas' bror, Edward Seymour, hertug af Somerset, der regerede som Lord Protektor, havde allerede arrangeret et forhold mellem kongen og prinsesse Elisabeth af Frankrig, datter af Henrik 2. af Frankrig.

## Magtkampe, tronbestigelse og henrettelse
Med to modstridende mål blev Seymour brødrene involveret i en magtkamp. Men det var først og fremmest på grund af et dårligt helbred hos den unge konge, at ægteskabet mellem Edward og Jane aldrig fandt sted. Seymour brødrene blev i sidste ende begge anklaget for forræderi og henrettet. Jane blev i stedet tilbudt at blive gift med Lord Hertford, den ældste søn af den seneste Duke of Somerset. Men igangværende forhandlinger mellem hendes mor, Frances Brandon, og Northumberland førte til et arrangeret ægteskab med Lord Guilford Dudley, søn af den magtfulde Duke. Parret blev gift på Durham House i et dobbeltbryllup med Janes søster Catherine og Lord Herbert, søn af Lord Pembroke, den 21. maj 1553. Efter Edwards død skulle kronen (efter planen) gives videre til Jane og hendes slægt. Hvis Jane da ikke fik nogen børn skulle den gives til Elizabeths slægt. Hvis det samme skulle ske for Elizabeth, at hun dør uden at havde nogle arvinger, ville kronen ikke gives til Frances Brandon, men til en vilkårlig af de mandlige børn hun har fået på det pågældende tidspunkt. Hvis Frances ingen drenge fik, skulle kronen gives til en af de mandlige børn, Jane måtte have. Da Edward døde i 1553, 15 år gammel, overtager Jane hans plads.
Men efter kun 9 dage på tronen blev Jane og Lord Guilford Dudley begge anklaget for højforræderi sammen med to af Dudleys brødre. Deres retssag fandt sted ved en særlig kommission den 13. november 1553 på Guildhall i City of London. Kommissionen blev ledet af Sir Thomas Hvid, Lord Mayor af London, og bestod af Edward Stanley, Earl of Derby og John Bourchier, Earl of Bath. Begge tiltalte blev fundet skyldige og dømt til døden. Jane måtte selv vælge om hun ville brændes til døden (den traditionelle engelske straf for forræderi begået af kvinder) på Tower Hill eller halshugges i Tower of London.
Om morgenen den 12. februar 1554 blev Dudley hentet på sit værelse i Tower of London og blev ført til det offentlige henrettelsessted på Tower Hill, hvor han blev halshugget. En hest og vogn bragte hans lig tilbage til Tower of London, hvor Jane var fange. Jane blev derefter taget ud til Tower Green, inde i Tower of London, og halshugget i det private område. Jane havde ønsket at gå til sin død med værdighed, men da hun havde bind for øjnene kunne hun ikke at finde blokken med sine hænder og hun begyndte at gå i panik og råbte: "Hvad skal jeg gøre? Hvor er den?" En ukendt, eventuelt Feckenham, hjalp hende med at finde frem til blokken og derved beholdt hun sin værdighed. Med sit hoved på blokken udtalte Jane sine sidste ord: "Herre, i dine hænder jeg trygt kan hvile min ånd!" Hun blev derefter halshugget. Henry, Janes far, blev henrettet en uge efter Jane, den 19. februar 1554. Blot tre uger efter sin mands død og ikke engang en måned efter sin datters, chokerede Frances Brandon den engelske domstol ved at gifte sig med the Master of the Horse, Chamberlain, Adrian Stokes. Nogle historikere mener, at hun valgte at gøre dette for at lægge afstand til sin tidligere status. Hun blev fuldt ud benådet af Mary og fik lov til at leve med sine to overlevende døtre. Hun er ikke kendt for at have nævnt Jane nogensinde igen og var tilsyneladende så ligeglad med sit barn i døden, som hun havde været i livet.